# Дарме, Бернар
Берна́р Дарме́ (фр. Bernard Darmet; 19 октября 1945, Буван — 6 февраля 2018, Денисе) — французский велогонщик, выступавший за сборную Франции по велоспорту в конце 1960-х — начале 1970-х годов. Серебряный и бронзовый призёр чемпионата мира, участник летних Олимпийских игр в Мехико.

## Биография
Бернар Дарме родился 19 октября 1945 года в коммуне Буван (ныне часть города Ойонна) департамента Эн, Франция.
Первого серьёзного успеха в велоспорте добился в апреле 1968 года, когда занял третье место в шоссейной однодневной гонке «Дижон — Осон —Дижон».
Благодаря череде удачных выступлений вошёл в основной состав французской национальной сборной и удостоился права защищать честь страны на летних Олимпийских играх в Мехико — стартовал здесь в программе командной гонки преследования, но сумел дойти только до стадии четвертьфиналов, проиграв сборной СССР.
После Олимпиады Дарме остался в составе трековой команды Франции и продолжал принимать участие в крупнейших международных соревнованиях. Так, в 1969 году он побывал на трековом чемпионате мира в Брно, откуда привёз награды серебряного и бронзового достоинства, выигранные в индивидуальной гонке преследования и в командной гонке преследования совместно с Клодом Бушоном, Рене Гриньоном и Даниэлем Ребийаром соответственно.
В последующие годы несколько раз становился национальным чемпионом Франции в отдельных трековых дисциплинах. Прошёл отбор на Олимпийские игры 1972 года в Мюнхене, однако из-за травмы вынужден был отказаться от участия в этих соревнованиях и завершил спортивную карьеру.
Получил высшее медицинское образование, впоследствии работал физиотерапевтом.
Умер 6 февраля 2018 года в возрасте 72 лет.